# Araukariengewächse
Die Araukariengewächse (Araucariaceae) sind eine sehr alte Pflanzenfamilie innerhalb der Koniferen (Coniferopsida). Sie besitzen ein disjunktes Areal auf der Südhalbkugel.

## Beschreibung

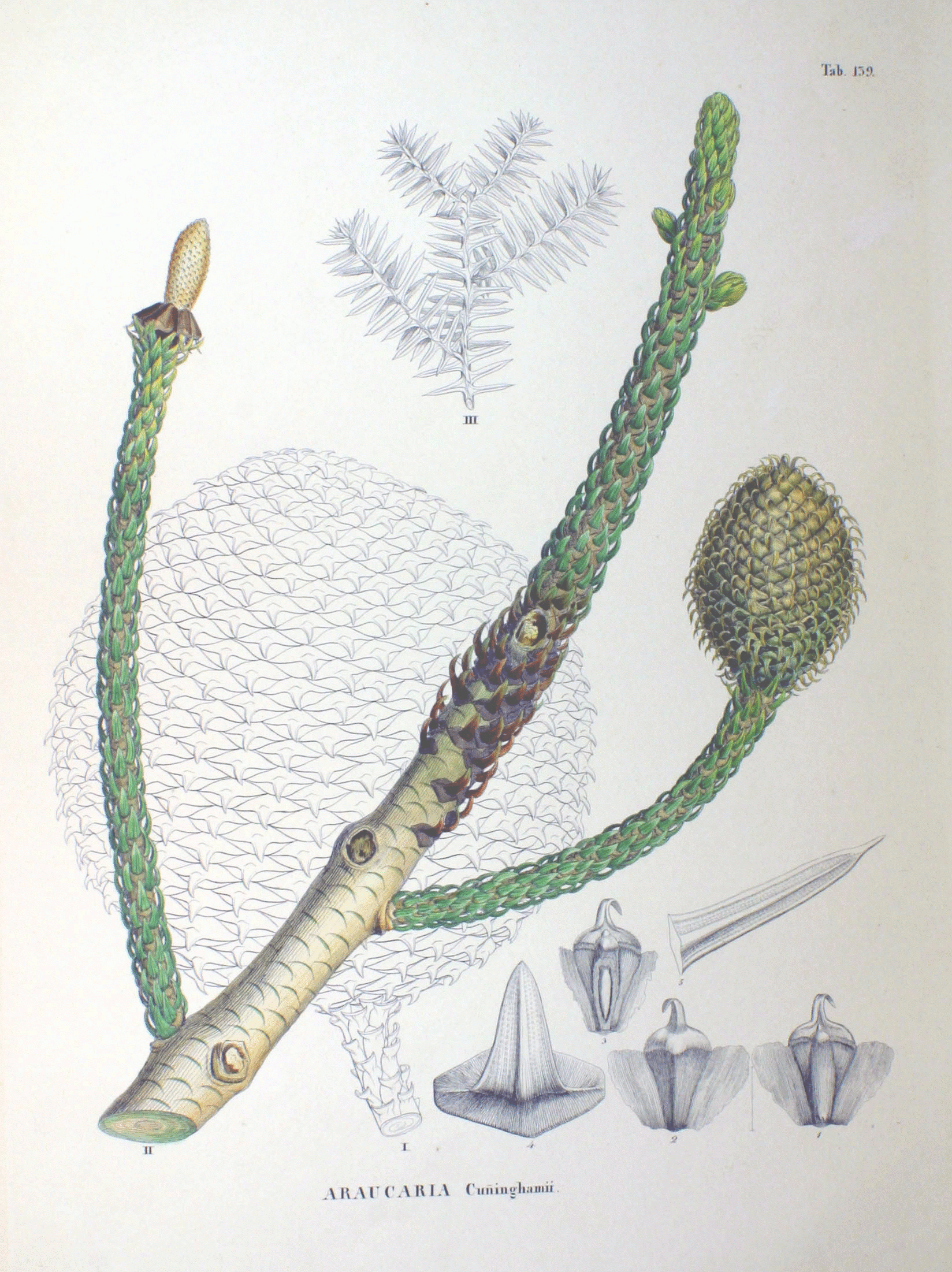
Illustration von Araucaria cunninghamii

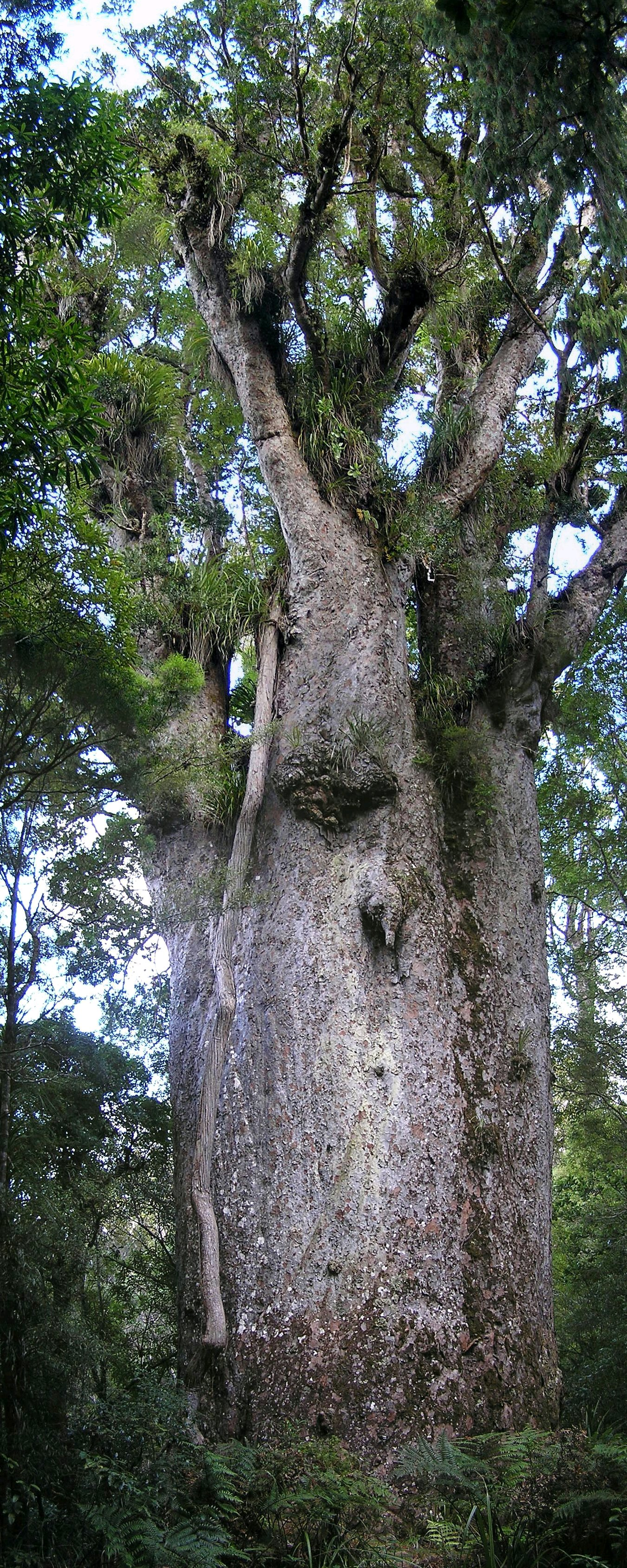
Kauri-Baum (Agathis australis) im Waipoua Wald auf der Nordinsel von Neuseeland

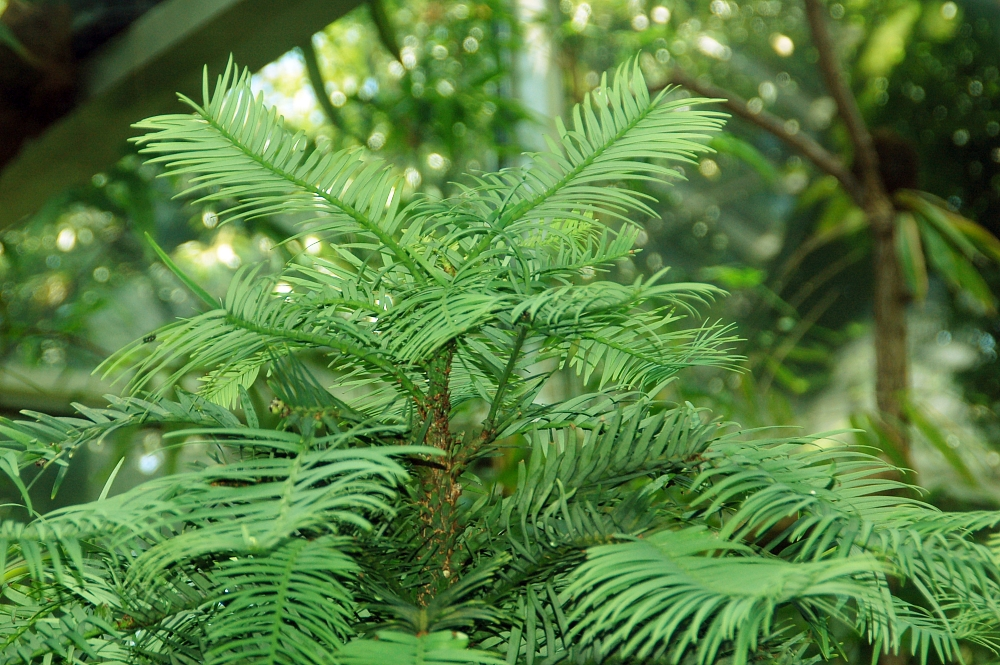
Wollemie (Wollemia nobilis)

### Vegetative Merkmale
Die Araukariengewächse sind immergrüne Bäume. Die schmalen oder breiten Laubblätter sind oft parallelnervig. Die Sämlinge besitzen vier Keimblätter (Kotyledonen), aber oft sind je zwei miteinander verwachsen.

### Generative Merkmale
Sie sind einhäusig (monözisch) oder zweihäusig (diözisch) getrenntgeschlechtig. Die männlichen Zapfen sind relativ groß, zylindrisch, mit vielen Sporophyllen. Die Pollenkörner sind ungeflügelt. Die Pollen der Araucariaceae bestehen aus bis zu 40 vegetativen Zellen, anstatt wie sonst aus zwei (restliche Koniferen Coniferales), vier (bei Kieferngewächsen Pinaceae) oder zehn (bei Steineibengewächsen Podocarpaceae). Die aufrecht stehenden, weiblichen Zapfen sind relativ groß, eiförmig bis fast kugelig, enthalten Milchsaft und benötigen etwa 2 Jahre zum Reifen. Die Samenschuppen besitzen nur einen Samen.
Alle Araucariaceae haben dieselbe Chromosomenzahl 2n = 26.

## Verbreitung
Im Jura und der Kreidezeit waren Araukariengewächse (Araucariaceae) weltweit, genauer gesagt auf dem Gondwana-Kontinent verbreitet.
Nach dem Auseinanderdriften der Kontinente weist die Familie heute ein disjunktes Areal auf. Auf der Nordhalbkugel sowie in Afrika sind alle Arten der Familie ausgestorben. Auf der Südhalbkugel haben Vertreter der Familie heute ihre natürliche Verbreitung auf Neukaledonien, Neuseeland und Australien sowie in Malaysia und Südamerika. Neukaledonien weist mit insgesamt 18 Arten eine besonders hohe Artendichte auf. 13 Arten sind auf Neukaledonien endemisch.

## Systematik
Die Familie Araucariaceae wurde 1865 durch Johann Baptist Henkel und Wilhelm Christian Hochstetter in Synopsis der Nädelhölzer, 1865 aufgestellt. Typusgattung ist Araucaria Juss.
Zur Familie Araucariaceae gehören nur drei Gattungen mit insgesamt 41 Arten:
- Kauri-Bäume (Agathis Salisb.): Es gibt 17 bis 21 Arten.[3]
- Araukarien (Araucaria Juss.): Seit 2017 gibt es etwa 20 Arten.[3]
- Wollemia W.G.Jones, K.D.Hill & J.M.Allen: Es gibt nur eine Art:
  - Wollemie (Wollemia nobilis W.G.Jones, K.D.Hill & J.M.Allen): Sie wächst im gemäßigten Regenwald im australischen New South Wales. Von dieser Art sind nur etwa 100 wild wachsende Exemplare bekannt, sie ist also eine stark vom Aussterben bedrohte Art.

## Verwendung
Einige Arten wie etwa die Chilenische Araukarie werden als Parkbäume weltweit verwendet. Die Brasilianische Araukarie hat dagegen als Nutzholz Bedeutung. Sie wird beispielsweise im Instrumentenbau vor allem für preisgünstige E-Bässe und -Gitarren eingesetzt. Die Zimmertanne (Araucaria heterophylla) ist eine der bekanntesten Arten aus dieser Familie. Sie  wird auch als Zimmerpflanze verwendet.